# یواس‌اس اس-۳۰ (اس‌اس-۱۳۵)
یواس‌اس اس-۳۰ (اس‌اس-۱۳۵) (به انگلیسی: USS S-30 (SS-135)) یک زیردریایی بود که طول آن ۲۱۹ فوت ۳ اینچ (۶۶٫۸۳ متر) بود. این زیردریایی در سال ۱۹۱۸ ساخته شد.